# Hong Kong Open 2013
Het Hong Kong Open 2013 was een golftoernooi, dat liep van 5 tot en met 8 december 2013 en werd gespeeld op de Hong Kong Golf Club in Fanling. Het toernooi maakte deel uit van de Aziatische PGA Tour 2013 en de Europese PGA Tour 2014.
Tegelijkertijd werd er ook gegolfd op de Nedbank Golf Challenge, dat plaatsvond in Zuid-Afrika.
Titelverdediger was Miguel Ángel Jiménez en verlengde zijn titel door dit toernooi te winnen.
Door een herschikking van de Europese PGA Tour werd dit toernooi niet opgenomen voor het seizoen 2013, maar wel voor het seizoen 2014.

## Verslag
De par van de baan is 70.

### Ronde 1
Na de ochtendronde stonden Prom Meesawat en Andrew Dodt met -4 aan de leiding, maar 's middags werden ze ingehaald door de 41-jarige David Higgins, die eind 2013 net € 20.000 tekortkwam om zijn volle spelerskaart te behouden. Hij zal dit jaar dus minder toernooien kunnen spelen, maar dit is een mooi begin. Hij wordt achtervolgd door Andrea Pavan, die de laatste maanden in goede vorm is. 

### Ronde 2
Na de ochtend stond Alex Cejka aan de leiding, en dat is niet meer gebeurd sinds hij in 2002 de Trophée Lancôme won. Hij werd later even ingehaald door Meesawat, maar uiteindelijk stond Jbe' Kruger aan de leiding. Robert-Jan Derksen maakte een goede ronde van 67 en kwam op de gedeeld 6de plaats. De 39-jarige Lin maakte een verrassende ronde van 64 en steeg tachtig plaatsen.

### Ronde 3
Vijf spelers kwamen met een score van 65 binnen en stegen behoor;okl in het klassement maar de leider, Kruger, zakte 20 plaatsen. Derksen bleef nog net in de top-10.

### Ronde 4
Een play-off tussen Stuart Manley, Prom Meesawat en Miguel Ángel Jiménez besliste dat Jiménez dit toernooi voor de vierde keer won, en tevens zijn eigen record verbeterde als oudste winnaar op de Tour (49 jaar en 318 jaar). Het was zijn 618de toernooi en zijn 20ste overwinning op de Tour. Derksen maakte een mooie ronde van 65 en eindigde daardoor op de 4de plaats.
- Scores

| Naam                 | R2D | WR  | Score R1 | Score R1 | Nr   | Score R2 | Score R2 | Totaal | Nr  | Score R3 | Score R3 | Totaal | Nr  | Score R4 | Score R4 | Totaal | Nr  |
| -------------------- | --- | --- | -------- | -------- | ---- | -------- | -------- | ------ | --- | -------- | -------- | ------ | --- | -------- | -------- | ------ | --- |
| Miguel Ángel Jiménez | =   | 48  | 70       | par      | T    | 67       | -3       | -3     | T14 | 65       | -5       | -8     | T4  | 66       | -4       | -12    | 1   |
| Stuart Manley        | =   | 275 | 67       | -3       | T10  | 67       | -3       | -6     | 2   | 66       | -4       | -10    | 1   | 68       | -2       | -12    | T2  |
| Prom Meesawat        | =   | 271 | 66       | -4       | T3   | 70       | par      | -4     | T6  | 67       | -3       | -7     | T7  | 65       | -5       | -12    | T2  |
| Robert-Jan Derksen   | =   | 279 | 69       | -1       | T27  | 67       | -3       | -4     | T6  | 68       | -2       | -6     | T10 | 65       | -5       | -11    | 4   |
| José Manuel Lara     | =   | 738 | 69       | -1       | T    | 68       | -2       | -3     | T14 | 65       | -5       | -8     | T4  | 70       | par      | -8     | T5  |
| Andrea Pavan         | 16  | 196 | 65       | -5       | 2    | 72       | +2       | -3     | T14 | 68       | -2       | -5     | T15 | 68       | -2       | -7     | T8  |
| Wade Ormsby          | =   | 286 | 67       | -3       | T10  | 68       | -2       | -5     | T3  | 66       | -4       | -9     | T2  | 72       | +2       | -7     | T8  |
| Shiv Kapur           | =   | 146 | 69       | -1       | T27  | 66       | -4       | -5     | T3  | 66       | -4       | -9     | T2  | 73       | +3       | -6     | T12 |
| Alex Cejka           | =   | 655 | 68       | -2       | T15  | 67       | -3       | -5     | T3  | 68       | -2       | -7     | T7  | 71       | +1       | -6     | T12 |
| Jbe' Kruger          | 5   | 230 | 67       | -3       | T10  | 66       | -4       | -7     | 1   | 73       | +3       | -4     | T21 | 70       | par      | -4     | T24 |
| David Higgins        | =   | 400 | 64       | -6       | 1    | 74       | +4       | -2     | T27 | 71       | +1       | -1     | T42 | 68       | -2       | -3     | T30 |
| Andrew Dodt          | =   | 687 | 66       | -4       | T3   | 70       | par      | -4     | T6  | 72       | +2       | -2     | T36 | 71       | +1       | -1     | T47 |
| Wen-tang Lin         | =   | 469 | 74       | +4       | T107 | 64       | -6       | -2     | T27 | 75       | +5       | +3     | T69 | 73       | +3       | +6     | T71 |

| Leider |  | Toernooirecord |  | DQ = disqualified |  | R2D = Race To Dubai |  | WR = Wereldranglijst |

## Spelers
| Europese Tour - Björn Åkesson - Byeong-hun An - Fredrik Andersson Hed - Phillip Archer - Seve Benson - Lucas Bjerregaard - Kristoffer Broberg - Daniel Brooks - Rafa Cabrera Bello - Jorge Campillo - Johan Carlsson - Jens Dantorp - Robert-Jan Derksen - Chris Doak - Jack Doherty - David Drysdale - Nacho Elvira - Jens Fahrbring - Richard Finch - Oliver Fisher - Alastair Forsyth - Marcus Fraser - Daniel Gaunt - Adam Gee - John Hahn - JB Hansen - Soren Hansen - Andreas Hartø - Grégory Havret - James Heath - Scott Henry - David Higgins - Daniel Im | - Miguel Jiménez (2008, 2012) - Roope Kakko - Sihwan Kim - Espen Kofstad - Mikko Korhonen - Jbe' Kruger - Joakim Lagergren - José Manuel Lara (2007) - Peter Lawrie - Alexander Levy - Stuart Manley - Andrew McArthur - Edoardo Molinari - James Morrison - Thorbjørn Olesen - Chris Paisley - Brinson Paolini - John Parry - Andrea Pavan - Kevin Phelan - Joel Sjöholm - Gary Stal - Duncan Stewart - Andy Sullivan - Sam Walker - Anthony Wall - Steve Webster - Fabrizio Zanotti Invitaties - Miguel Tabuena - Alex Cejka - Wen-yi Huang - John Daly - Lian-wei Zhang | Aziatische en Nationale Tour - Juvic Pagunsan - Gi-whan Kim - Jeev Milkha Singh - Scott Hend - Gaganjeet Bhullar - Wei-chih Lu - Tetsuji Hiratsuka - Rikard Karlberg - Wen-chong Liang - Siddikur Rahman - Sung-hoon Kang - Pariya Junhasavasdikul - Prayad Marksaeng - Wen-tang Lin (2009) - Wade Ormsby - Kiradech Aphibarnrat - Anirban Lahiri - Chawalit Plaphol - Arnond Vongvanij - Chi-huang Tsai - Hyun-bin Park - In-woo Lee - Digvijay Singh - David Lipsky - Mardan Mamat - Kieran Pratt - David Gleeson - Yih-shin Chan - Himmat Rai - Joonas Granberg - Berry Henson | - S.S.P. Chowrasia - C Muniyappa - Prom Meesawat - Shiv Kapur - Chapchai Nirat - Antonio Lascuna - Scott Barr - Angelo Que - Adilson Da Silva - Thitiphun Chuaprakong - Javier Colomo - Jason Knutzon - Joong-kyung Mo - Jyoti Randhawa - Gunn Charoenkul - Panuphol Pittayarat - Andrew Dodt - Chinnarat Phadungsil - Daniel Chopra - Ben Fox - Sung Lee - Daisuke Kataoka - Marcus Both - Kalle Samooja - Jaakko Makitalo - Mithun Perera - Elmer Salvador - Zaw Moe - James Stewart - Timothy Tang - Shun Yat Jason Hak - Woon Man Wong |

N.B. Er waren twee winnaars in 2009 omdat toen het speelschema veranderd werd. Wen-tang Lin won op 23 november 2008 (begin seizoen 2009) en Grégory Bourdy won op 15 november 2009 (eind seizoen 2009) .